# Claude Dambury
Claude Dambury, född 30 juli 1971, är en franskguyansk tidigare fotbollsspelare.
Claude Dambury spelade 2 landskamper för det franskguyanska landslaget.